# Trichosteleum sublongisetum
Trichosteleum sublongisetum är en bladmossart som beskrevs av Pierre Tixier 1979. Trichosteleum sublongisetum ingår i släktet Trichosteleum och familjen Sematophyllaceae. Inga underarter finns listade i Catalogue of Life.